# 艾納韋爾 (內布拉斯加州)
艾納韋爾（英語：Inavale）是位於美國內布拉斯加州韋伯斯特縣的普查規定居民點。

## 歷史
艾納韋爾的郵局自1873年營運至今。

## 人口
根據2020年美國人口普查的數據，艾納韋爾的面積為0.86平方千米，皆為陸地。當地共有人口66人，而人口密度為每平方千米76.74人。